# Huntley (Illinois)
Huntley is een plaats (village) in de Amerikaanse staat Illinois, en valt bestuurlijk gezien onder Kane County en McHenry County.

## Demografie
Bij de volkstelling in 2000 werd het aantal inwoners vastgesteld op 5730. In 2006 is het aantal inwoners door het United States Census Bureau geschat op 20.047, een stijging van 14317 (249,9%).

## Geografie
Volgens het United States Census Bureau beslaat de plaats een oppervlakte van 30,4 km², waarvan 30,3 km² land en 0,1 km² water. Huntley ligt op ongeveer 271 m boven zeeniveau.

## Plaatsen in de nabije omgeving
De onderstaande figuur toont nabijgelegen plaatsen in een straal van 12 km rond Huntley.